# جون دبليو. كيمبل
جون دبليو. كيمبل (بالإنجليزية: John W. Kimball)‏ هو ضابط وسياسي أمريكي، ولد في 27 فبراير 1828، وتوفي في 15 يوليو 1910. حزبياً، نشط في الحزب الجمهوري. وقد انتخب عضو مجلس نواب ماساتشوستس.